# Wendy Testaburger
Wendy Testaburger es un personaje ficticio de la serie de dibujos animados estadounidense, South Park. Wendy es conocida por su relación intermitente con su novio Stan Marsh, hasta que ella lo dejó en la séptima temporada para hacerse novia de su compañero de clases Tolkien Black, pero en la novena temporada se da cuenta de que está enamorada de Stan y van relacionándose poco a poco.
Es la más inteligente y madura que la mayoría de los niños de su edad, saca solo 10 en las pruebas y es muy estudiosa, aunque hay veces en que se pone celosa si alguien la reemplaza o algo por el estilo; también ha tenido sus situaciones difíciles. Por ejemplo en el capítulo Cirugía Plástica de Tom) de la primera temporada, Wendy se deshace de la Señorita Ellen (profesora sustituta) mandándola al sol porque Stan se estaba enamorando de ella. Le advirtió: «No me jodas, aléjate de mi hombre perra porque te daré unas patadas en el culo que nunca olvidarás». Al final del episodio, Wendy le explica a Kyle Broflovski que todo había sido un complot en contra de la Señorita Ellen, Kyle sorprendido le dice: «Dime que no lo hiciste...», a lo que Wendy respondió: «Se lo dije... ¡No estés jodiendo a Wendy Testaburger!».
La mejor amiga de Wendy es Bebe Stevens, su relación de amistad es parecida a la de Stan y Kyle, sin embargo en el episodio: "The List", Bebe traiciona su amistad, por lo cual en la confrontación de estas dos, Bebe es llevada detenida. Sin embargo, en el episodio "El Cáncer de Mamas", se vio a Wendy siendo apoyada por Bebe.
Lleva un atuendo de invierno que consiste en una chaqueta de color púrpura claro, pantalones amarillos, guantes azul marino y una boina rosa. En los raros casos en que se ve a Wendy sin su característico sombrero, tiene el pelo largo y negro con flequillo desigual. Wendy tiene un pensamiento muy liberal y feminista, siendo todo lo contrario a Eric Cartman, con quien discute siempre llegando a enfrentarse físicamente. Usualmente es dada a conocer como «La presidenta»/«La delegada» de la clase.
Se dice que el personaje de Wendy fue inspirado en la antigua novia del cocreador de la serie Trey Parker, la cual semanas antes de ser estrenado South Park lo dejó para casarse con otra persona.

## Personalidad y rasgos
Wendy se describe mejor como una niña madura cuya terquedad y celos ocasionales a veces sacan lo mejor de ella; Por lo general, se la representa como agradable, femenina, y de naturaleza liberal. Es amigable con los demás y parece querida en la escuela, pero no está dispuesta a dejar que sus creencias se vean comprometidas por la popularidad.
Se muestra que Wendy es políticamente consciente, escribiendo un ensayo sobre el sufrimiento de los delfines nariz de botella en Aumento de peso 4000, donando dulces a niños hambrientos en Nairobi en Conjuntivitis, estando dispuesta a dar un dólar a los niños de Afganistán en Osama Bin Laden tiene los pantalones cagados, e incluso oponiéndose a la guerra entre los Estados Unidos y Canadá en la película de la serie, South Park: Bigger, Longer & Uncut. Sin embargo, a medida que la serie, en general, se volvió más política, el papel de Wendy como la voz políticamente consciente de la razón se redujo, y en la quinta temporada rara vez se la veía como más que una de las estudiantes. Además, Kyle asumió sus funciones como el alumno más inteligente de la clase y centro moral.
Wendy es una persona muy simpática y, a menudo, sorora; es la primera de las chicas en la fiesta de pijamas de Heidi Turner que se siente mal por burlarse de Marjorine. En ¡Sigan ese huevo!, Sin embargo, también es algo narcisista con otras niñas, como ejemplos de esto en Las Tetas de Bebe Destruyen el Pueblo, en el que la atención que Bebe recibe de los chicos incita a Wendy a someterse a una cirugía de aumento de senos, aunque termina siendo blanco de burlas por parte de ellos.
Ella tenía un fuerte instinto maternal; después de escuchar a Bebe sobre la forma en que Stan había tratado a su huevo, estaba profundamente preocupada de que Stan dañara el huevo que había pertenecido a Kyle y a ella antes de cambiar de pareja. Incluso fue a la casa de Kyle, pidiendo frenéticamente ver el huevo y sostenerlo por un par de minutos.Después de ver lo bien que Stan y Kyle cuidaron el huevo y se lo presentaron al gobernador de Colorado al final del episodio, ella vio cuán buenas eran las habilidades paternas de Stan, y relajadas. A pesar de esto, ella también ha mostrado descuido en otro episodio, después de planear inicialmente un vestido de pareja como Raggedy Ann y Raggedy Andy, "se dio cuenta de lo estúpidos que se verían", y se vistió como Chewbacca.
Ha estado muy activa en las actividades extracurriculares de la escuela: aparte de ser presidenta de la clase, se la ve en Cartman encuentra el Amor como una de las tres nuevas miembros del equipo de porristas (las otras son Nichole y Jenny); en la que se convirtió en su capitana en El Hobbit. En Magia de Pollas, Wendy aparece como la capitana del equipo de voleibol femenil.

## Relación con Stan Marsh
Durante las primeras siete temporadas de la serie, la característica más notable de Wendy fue su relación con Stan. Esta comenzó en el episodio piloto, donde se reveló que los dos habían sido atraídos durante algún tiempo antes de la serie. Un gag recurrente en la serie involucró a Stan sintiéndose mareado por la emoción cada vez que Wendy intentaba besarlo (y en episodios tempranos cada vez que ella le hablaba) y luego vomitaba sobre ella.
A pesar de los continuos vómitos de Stan, Wendy se ha quedado con él hasta ahora. Ella se puso extremadamente celosa cuando la Sra. Ellen "se interpuso entre ellos" después de que Stan se enamore de la maestra e ignore los intentos de Wendy de recuperar su amor. Decide pagarle a un grupo de iraquíes una gran suma de dinero para capturar a la Sra. Ellen y mandarla al sol.
Aunque permanecieron juntos hasta la séptima temporada, su relación no parecía tan fuerte y, a veces, parecía tensa. Sin embargo, por parte de Stan, puede haber sido en gran parte debido a que sus aventuras a lo largo de las temporadas lo dejaron demasiado ocupado para prestar atención a Wendy. Ella rompió con él en el episodio de la séptima temporada, Pasitas, aunque la única razón que se dio fue que quería salir con Token Black.
En La Lista, Wendy ayuda a Stan a descubrir que la lista de quién era el chico más atractivo y el más feo de los niños en la primaria South Park fue manipulada. Al final del episodio, le confiesa a Stan que disfrutó de volver a estar con él y cuando está por besarlo, Stan la vomita de nuevo. Esto se ve a menudo como el "reencendido" de su relación.
En Elementary School Musical, Wendy le dio a Stan un pequeño beso en su casillero antes de irse; Esto sería algo notable en la serie, ya que fue la primera vez que Stan no vomitó después. Esto se pudo haber hecho porque Parker y Stone se estaban aburriendo de la broma casi constante, similar a cómo se cansaron de "asesinar" a Kenny después de la quinta Temporada.
En Tienes 0 Amigos, Wendy le dice a Stan que cambie la información de su perfil en su página de Facebook recién creada a "en una relación", ya que estaba bastante molesta por el hecho de que apareciera como "Soltero". Más adelante en el episodio, ella confundió celosamente a la amiga de la abuela de Stan, Susan, con una chica que estaba coqueteando con él al comentar que se veía lindo en una foto suya con traje de conejo.
En Lenguado (Indiscretos), Wendy se enfureció cuando supo que Indiscretos había revelado un correo electrónico privado que Stan le había enviado a Kenny, en el que llamaba "caliente" la raja del ano de otra chica.
En Ébola Libre de Gluten, Wendy se unió al resto de la clase de 4° grado para mostrar su descontento hacia Stan, Kyle, Cartman y Kenny después de que se vieron obligados a regresar a la escuela después del fracaso de su nueva empresa. Stan rompió con ella antes del episodio, citando su deseo de poner todo su esfuerzo en la compañía, presumiendo de que estaría "nadando con zorras", pero luego lo lamentó. Al final del episodio, le pide a Stan que baile en la fiesta, y él acepta felizmente su oferta.
En Ano Berger, Wendy se acerca a Kyle sobre los nuevos problemas de comportamiento de Stan. Intenta obtener la ayuda de Kyle para sacar a Stan de su depresión, pero Kyle se niega a ayudar.
En Caza Putas, Wendy rompe con Stan por tercera vez, debido a las acciones del troll de internet "Cazaputas42", quien más tarde se revelaría como Gerald (padre de Kyle). Esto se debió a que todas las chicas creían que las acciones de "Cazaputas42" hablaban por las opiniones de los niños. Sin embargo, muestra gran renuencia y un poco de tristeza al hacerlo, ya que expresó preocupación por el plan, y fue obligada a hacerlo por Annie y Nichole.
- Datos: Q47788